# Bygdøy
Bygdøy est une péninsule située à l'ouest de la ville d'Oslo, dans le quartier de Frogner, en Norvège. Etymologiquement, le nom Bygdøy est composé de Bygd (construit, habité), et Øy (île). Cette appellation date de 1877, remplaçant le nom de Ladegaardsøen.
Le lieu est surnommé l'« île des musées », de par les importants musées qui y sont installés comme le musée des navires vikings d'Oslo, le musée folklorique norvégien, le musée du Kon-Tiki, le musée de la marine et le musée du Fram.
Bygdøy Kongsgård, la résidence d'été officielle du Roi de Norvège et le château d'Oscarshall sont également situés sur la péninsule.

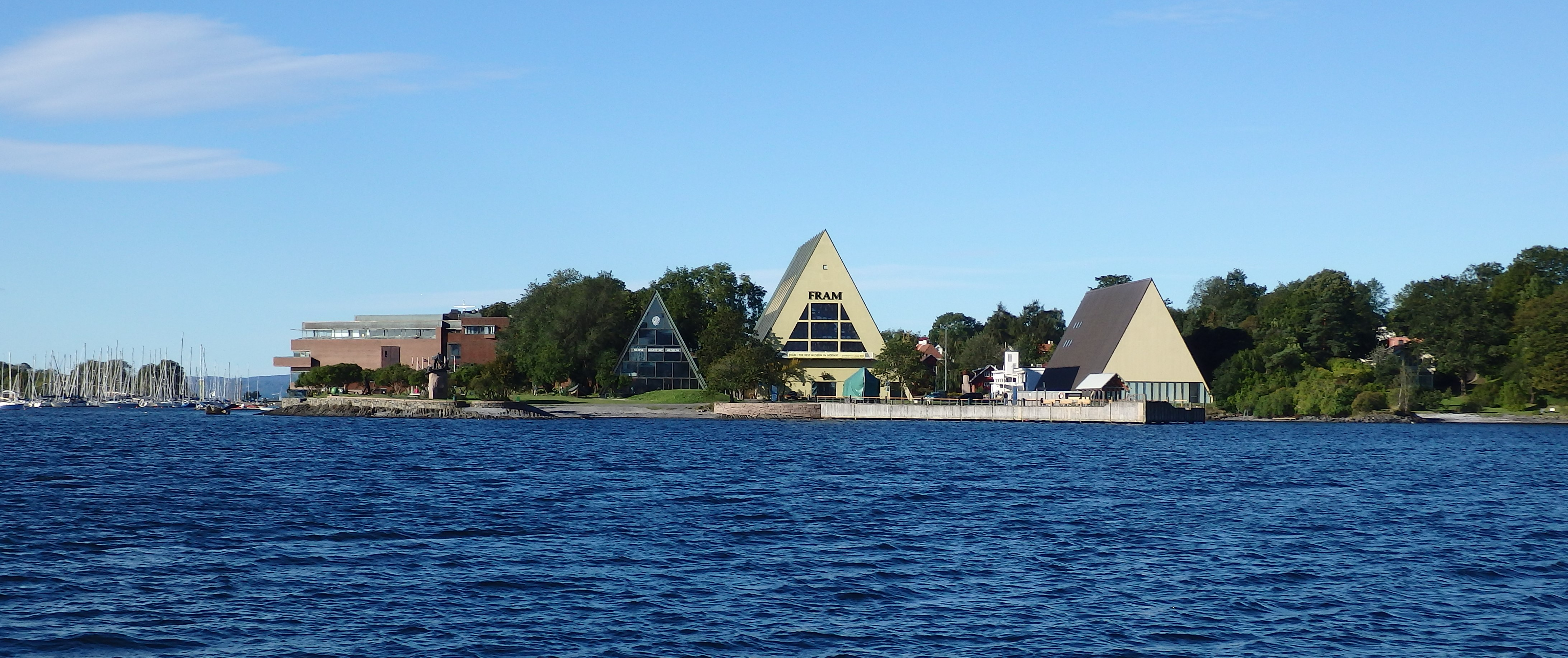
De gauche à droite, le Musée de la Marine, le Musée du Fram et le Musée du Kon-Tiki